# Lymantria lutescens
Lymantria lutescens este o specie de molii din genul Lymantria, familia Lymantriidae, descrisă de Aurivillius 1920 Conform Catalogue of Life specia Lymantria lutescens nu are subspecii cunoscute.